# Черняков, Иван Тихонович
Иван Тихонович Черняков (21 октября 1936 — 4 декабря 2011) — советский и украинский историк, археолог, писатель; кандидат исторических наук.

## Происхождение и образование
Родился в 21 октября 1936 году в Новая Слобода Путивливльского района Сумской области.,
 Украинская ССР.
В 1944—1948 годах учился в Новослободской школе, в 1948—1951 гг. — в Бунякинской семилетке. В 1955 г. окончил с отличием Путивльское педагогическое училище.
Желание посвятить свою жизнь изучению древнейшей истории привело И. Т. Чернякова на исторический факультет Одесского государственного университета им. И. И. Мечникова (1955—1959 гг.).

## Биография
Начало и значительная часть научной жизни ученого связана с Одесским Археологическим музеем, в котором он работал младшим научным сотрудником (1959—1961), заместителем директора по научной работе (1961—1965), директором (1965—1973), заведующим отдела истории древнего Египта (1973—1976). Именно он добился включения музея в систему Академии наук Украинской ССР (1971 г.), открытия в нём «Золотой кладовой» (1970) и установки у фасада здания копии известной скульптурной группы «Лаокоон и его сыновья» (1971).
В 1975 г. в Институте археологии АН УССР защитил кандидатскую диссертацию «Северо-Западное Причерноморье в эпоху поздней бронзы» (научный руководитель — д.и.н. В. Н. Даниленко). С 1976 по 1998 гг. работал в Институте археологии:
до 1977 г. — младшим научным сотрудником,
- в 1977—1998 гг. — старшим научным сотрудником,
- в 1984—1986 гг. — заведующим сектором новостроечных экспедиций,
- в 1986—1988 гг. был председателем Полевого комитета,
- в 1988—1992 гг. — заведующим отдела первобытной археологии.
- в 1998—1999 гг. работал заместителем директора по научной работе историко-архитектурного заповедника «Древний Киев»,
- в 1999—2001 гг. — заведующим сектора охраны памятников археологии Центра охраны памятников истории и культуры города Киева,
- в 2001—2004 гг. — старшим научным сотрудником научно-исследовательского Института памятникоохранных исследований Министерства культуры и искусств Украины.
- Член-корреспондент Украинского отделения международной организации ИКОМОС.
- Член правления и исполнительный директор Украинского благотворительного фонда «Триполье».
- Автор около 300 публикаций, среди которых 6 монографий и два учебника для вузов. Кроме того, рукописи ещё 6 книг хранятся в его домашнем архиве, среди которых есть фундаментальная монография «Киммерийцы».

Умер 4 декабря 2011 в Киеве.

## Научная деятельность
Среди научных достижений:
- открытие первых памятников энеолитической культуры Гумельница на украинском левобережье Дуная,
- раскопки позднетрипольских курганов,
- разработка концепции роли культуры трипольской цивилизации в древней истории Европы,
- исследование сотен курганов других археологических периодов,
- создание (вместе с Н. М. Шмаглием) первой культурной периодизации памятников эпох,
- энеолита-бронзы междуречья Дуная и Днестра,
- выделение ямной «буджакской»[1] культуры ІІІ тыс. до н. э.,
- исследование сабатиновской археологической культуры второй половины ІІ тыс. до н. э.,
- разработка этногенетической концепции киммерийцев, с их археологической интерпретацией древнейших известных по названию племен, которым принадлежали памятники культуры многоваликовой керамики, сабатиновской и белозерской конца ІІ тыс. до н. э.,
- обоснование археологических реалий «места людей киммерийских» Гомера в остатках сабатиновского поселения Виноградный Сад в Южном Побужье[2],
- интерпретация сообщений Геродота о киммерийцах и их могилах в конкретных археологических памятниках Северного Причерноморья.

В последнее десятилетие своей жизни активно занимался исследованиями средневековой истории Украины, а также подготовкой и публикацией биографий целого ряда выдающихся археологов и историков.
Лауреат премии имени В. В. Хвойко в области охраны памятников археологии Украины 2011 г.

## Память
- Почетный гражданин г. Путивля.

## Основные научные труды
- Археологічні пам’ятки Хаджибейського лиману // Праці Одеського університету. — 1959. — Т. 149. — Вип. 5. — С. 39-44.
- Археологическая разведка берегов Днестровского лимана // Записки Одесского археологического общества. — 1960. — Т. 1. — С. 209—218.
- Археологічна розвідка берегів р. Алкалії // Матеріали з археології Північного Причорномор’я. — 1960. — Вип. 3. — С. 194—200.
- Черныш Е. К., Черняков И. Т. Археологические разведки в Подунавье // Краткие сообщения Института археологии АН СССР. — 1964. — Вып. 99. — С. 89-96.
- О так называемом навершии из Красномаяцкого клада поздней бронзы //Краткие сообщения Института археологии АН СССР. — 1965. — Вып. 103. — С. 19-22.
- Памятники эпохи поздней бронзы на берегах Днестровского лимана // Материалы по археологии Северного Причерноморья. — 1965. — Вып. 5. — С. 226—234.
- Памятники черняховской культуры в приморской части междуречья Дуная и Днестра (Материалы к археологической карте) // Материалы и исследования по археологии СССР. — 1967. — Вып. 139. — С. 197—204.
- Cernjakov I.T. Ernst von Stern und die Erforschung der archaologischen Denkmaler nordwestlichen Schwarzmeergebietes // Das Problem der Klassik im Alnen Orient und in der Antike. — Berlin, 1967. — S. 104—105.
- Бецілівський скарб пізньої бронзи // Археологія. — 1968. — Т. 21. — С. 131—134.
- Новая находка погребения с диадемой в Северо-Западном Причерноморье // Советская археология. — 1970. — № 3. — С. 117—127.
- Шмаглий Н. М., Черняков И. Т. Курганы степной части междуречья Дуная и Днестра (1964—1966 гг.) // Материалы по археологи Северного Причорномор’я. — 1970. — Вып. 6. — С. 5-115.
- Черняков И., Михалюк Ю. Остров Ахилла и Елены Прекрасной // Вокруг света. — 1970. — № 9. — С. 42-43.
- Найден город. — Одесса: Маяк, 1971. — 132 с.
- Шмаглій М. М., Черняков І.Т. Про проникнення катакомбних племен в Північно-Західне Причорномор’я // Археологія. — 1971. — Вип. 4. — С. 60-65.
- Субботин Л. В., Черняков И. Т. Черняховский бескурганный могильник у с. Виноградовка // Советская археология. — 1971. — № 4. — С. 230—231.
- Островерхов А. С., Черняков І.Т. Засновник Одеського археологічного музею (До 200-річчя від дня народження І.П. Бларамберга) // Український історичний журнал. — 1972. — № 8. — С. 127—128.
- Субботин Л. В., Черняков И. Т. Фракийский кенотаф у с. Зализничное на левобережье Нижнего Придунавья // Советская археология. — 1973. — № 2. — С. 238—240.
- Курильниця доби бронзи з Південного Побужжя // Археологія. — 1974. — Вип. 13. — С. 54-57.
- Племена Северо-Западного Причерноморья в позднем бронзовом веке (вторая половина ІІ тыс. до н. э.). — Автореф. дис. канд. ист. наук. — К.: ИА АН УССР, 1975. — 29 с.
- Субботин Л. В., Черняков И. Т., Ядвичук В. И. Некоторые проблемы древнейшей истории Северо-Западного Причерноморья (по материалам раскопок курганов у с. Великодолинское) // Материалы по археологии Северного Причерноморья. — 1976. — Вып. 8. — С. 186—201.
- Киммерийские курганы близ устья Дуная // Скифы и сарматы. — К.: Наукова думка, 1977. — С. 29-36.
- Материалы бронзового века из верхнего слоя Усатовского поселения // Патокова Э. Ф. Усатовское поселение и могильники. — К.: Наукова думка,1979. — С. 177—180.
- Дзис-Райко Г. А., Черняков И. Т. Золотая чаша Вылчетрыновского типа из Северо-Западного Причерноморья // Советская археология. — 1981. — № 1. — С. 151—162.
- Погребения эпохи энеолита и бронзы на Южном Буге // Памятники древних культур Северо-Западного Причерноморья (по материалам раскопок Бугской археологической экспедиции в 1930—1931 гг.). — К.: Наукова думка,1981. — С. 22-37.
- Гудкова А. В., Черняков И. Т. Ямные погребения с колесами у с. Холмское // Древности Северо-Западного Причерноморья. — К.: Наукова думка, 1981. — С. 38-51.
- Субботин Л. В., Черняков И. Т. Бронзовые амулеты салтово-маяцкой культуры из левобережья Нижнего Дуная // Памятники римского и средневекового времени в Северо-Западном Причерноморье. — К.: Наукова думка, 1982. — С. 160—168.
- Рафалович И. А., Черняков И. Т. Комратское поселение эпохи поздней бронзы // Археологические памятники Северо-Западного Причерноморья. -К.: Наукова думка, 1982. — С. 53-66.
- Суботін Л. В., Черняков І.Т. Новотроянський скарб та питання обміну металом в добу пізньої бронзи // Археологія. — 1982. — № 39. — С. 15-22.
- Черняков І.Т., Шмаглій М. М. Дерев’яні псалії ямної культури // Археологія. — 1983. — № 42. — С. 10-16.
- Древнейшие металлические псалии позднебронзового века в Северном Причерноморье // Материалы по археологии Северного Причерноморья. — К.: Наукова думка, 1983. — С. 32-47.
- Черняков И. Т., Никитин В. И. Бандуркинский клад бронзового века из Южного Побужья // Советская археология. — 1984. — № 2. — С. 134—145.
- Керамика позднебронзового века из поселения Молога ІІ // Новые археологические исследования на Одесщине. — К.: Наукова думка, 1984. — С. 48-56.
- Ванчугов В. П., Черняков И. Т. Северо-Западное Причерноморье на рубеже эпох бронзы и железа // Ранний железный век Северо-Западного Причерноморья. — К.: Наукова думка, 1984. — С. 5-24.
- Связи сабатиновских племен Северо-Западного Причерноморья с Восточным Средиземноморьем: по керамическим находкам // Северное Причерноморье: материалы по археологии. — К.: Наукова думка, 1984. — С. 34-42.
- Ванчугов В. П., Тощев Г. Н., Черняков И. Т. Землянки позднебронзового века в Нижнем Подунавье // Памятники древней истории Северо-Западного Причерноморья. — К.: Наукова думка, 1985. — С. 22-27.
- Кубышев А. И., Черняков И. Т. К проблеме существования весовой системы у племён бронзового века Восточной Европы (на материалах погребения литейщика катакомбной культуры) // Советская археология. — 1985. — № 1. — С. 39-54.
- Черняков И. Т., Тощев Г. Н. Культурно-хронологические особенности курганных погребений эпохи бронзы Нижнего Дуная // Новые материалы по археологии Северо-Западного Причерноморья. — К.: Наукова думка, 1985. — С. 5-31.
- Кубышев А. И., Полин С. В., Черняков И. Т. Погребение раннежелезного века на Ингульце // Советская археология. — 1985. — № 4. — С. 144—154.
- Шмаглий Н. М., Черняков И. Т. Курганы на левобережье Нижнего Днестра // Новые материалы по археологии Северо-Западного Причерноморья. — К.: Наукова думка, 1985. — С. 95-131.
- Северо-Западное Причерноморье во второй половине ІІ тыс. до н. э. — К.: Наукова думка, 1985. — 172 с.
- Деталі шоломів пізньобронзової доби // Археологія. — 1986. — № 53. — С. 55-61.
- Черняков И. Т., Ванчугов В. П., Кушнир В. Г. Древнейшие бронзовые наконечники стрел Северного Причерноморья // Советская археология. — 1986. — № 2. — С. 47-55.
- Кубышев А. И., Черняков И. Т. Грунтовой могильник белозерской культуры у села Чернянка (Херсонская обл.) // Советская археология. — 1986. — № 3. — С. 139—157.
- Тощев Г. Н., Черняков И. Т. Культовые зольники сабатиновской культуры //Исследования по археологии Северо-Западного Причерноморья. — К.: Наукова думка, 1986. — С. 115—138.
- Черняков И. Т., Станко В. Н., Гудкова А. В. Холмские курганы // Исследования по археологии Северо-Западного Причерноморья. — К.: Наукова думка, 1986. — С. 53-96.
- Загинайло А. Г., Черняков И. Т., Петренко В. Г. Каролино-Бугазский могильник // Новые исследования по археологии Северного Причерноморья.- К., 1987. — С. 99-108.
- Черняков И. Т., Новицкий Е. Ю. Погребение раннежелезного века с деревянными конструкциями // Советская археология. — 1987. — № 4. — С. 151—157.
- Чмихов М. О., Черняков І.Т. Хронологія археологічних пам’яток епохи міді-бронзи на території України. — К.: НМК ВО, 1988. — 180 с.
- Черняков И. Т., Никитин В. И. Металлические украшения ямной и катакомбной культур с пуансонным орнаментом // Советская археология. — 1989. — № 1. — С. 26-36.
- Гудкова А. В., Охотников С. Б., Субботин Л. В., Черняков И. Т. Археологические памятники Одесской области: справочник. — Одесса, 1991. — 184 с.
- Ванчугов В. П., Черняков И. Т. Металлические наконечники стрел сабатиновской и белозерской культур // Северо-Западное Причерноморье -контактная зона древних культур. — К.: Наукова думка, 1991. — С. 24-37.
- Чмихов М. О., Кравченко Н. М., Черняков І.Т. Археологія та стародавня історія України. Курс лекцій. — К.: Либідь, 1992. — 376 с.
- Доля вченого і людини: до 110-річчя А. В. Добровольського // Археологія. — 1995. — № 4. — С. 132—135.
- Фрако-кіммерійський етнос у Нижньому Побужжі // Мир Ольвии. Памятник исследователю и исследование памятника. К 90-летию профессора Л. М. Славина. — К., 1996. — С. 191—195.
- Значение раскопок Никония в развитии археологии Северо-Западного Причерноморья // Никоний и античный мир Северного Причерноморья. — Одесса, 1997. — С. 13-19.
- До 100-річчя з дня народження О. Ф. Лагодовської // Вісник Українського товариства охорони пам’яток історії та культури. — К., 1999. — № 1 (3). — С. 72-74.
- До 100-річчя з дня народження М. С. Синицина // Вісник Українського товариства охорони пам’яток історії та культури. — К., 1999. — № 2 (4). — С. 90-91.
- Szmyt M., Chernyakov I.Т. Radiocarbon Chronology of «Akkiembetskiy kurgan». A Preliminary Report // Baltic-Pontic Studies. — 1999. — Vol. 7. — P. 196—202.
- Рябова В. О., Черняков І.Т. Призначення та походження великих золотих скіфських «ворварок» // Музейні читання. — К., 2002. — С. 41-60.
- Аккембецький курган // Енциклопедія Трипільської культури. — Т. 2. — К., 2004. — С. 12-13.
- Археологією прикутий до зірок // Микола Чмихав. Збірник на пошану пам’яті. — К., 2000. — С. 13-23.
- Балагурі Едуард Альбертович // Український історичний журнал. — 2004. — № 6. — С. 153—154.
- Путивль: На перепутьях истории Украины и России. — К.: Оптима, 2005. — 232 с.
- Вікентій Хвойка: 1850—1914. — К.: Архетип, 2006. — 200 с.
- Романчук А. Н., Черняков И. Т. Ашельская стоянка Спивак-1 на Волыни // Карпатика. — 2006. — Вип. 34. — С. 4-20.
- Черняков І.Т., Градун Е. Ю., Кушнір В. Г. Хрест з кириличним написом 1369 р. з с. Тузли (біля м. Білгород-Дністровський Одеської області) // Праці центру пам`яткознавства. — 2006. — Вип. 9. — С. 178—194.
- Буджакская («ямная культура») Северо-Западного Причерноморья и курганных «погребений с охрой» Подунавья в эпоху ранней бронзы // Карпатика. — 2006. — Вип. 34. — С. 20-37.
- Черняков І., Пироженко І. Вишгород. Межигір`я. — К., 2007. — 174 с.
- Володіння татарських ханів на заходi степів Причорномор`я перед Синьоводською битвою 1362 р. // Новi дослідження пам`яток козацької доби в Украінi. — Вип. 16. — К., 2007. — С. 424—431.
- Легендарний академік (до 140-річчя народження М. Ф. Біляшівського) // Праці центру пам`яткознавства. — 2007. — № 12. — С. 161—166.
- Романюк В., Черняков И. Что было на месте Одессы. — К.: Автограф, 2008. — 224 с.
- Черняков І.Т., Лежух І.П. Набір для гри в горщику з Ніконія // Археологія. — 2008. — № 1. — С. 41-44.
- С. Н. Бибиков и Одесса // С. Н. Бибиков и первобытная археология. — С.-Пб., 2009. — С. 47-48.
- Зоценко В. Н., Сухобоков О. В., Черняков И. Т. Свинцовая плита с клеймами XVII в. из Путивля // Путивльський краєзнавчий збірник. — 2009. — № 5. — С. 88-95.